# Óbesenyő község
Óbesenyő község (románul: Comuna Dudeștii Vechi) község Temes megyében, Romániában. Központja Óbesenyő, beosztott falvai Bolgártelep, Keglevichháza.

## Népessége
A 2011-es népszámlálás adatai alapján a község népessége 4203 fő volt.